# Södertälje IF
Södertälje IF, bildad 1907, är en idrottsförening i Södertälje i Sverige. I fotboll spelade klubben i Sveriges näst högsta division säsongen 1924/1925. I ishockey spelade klubben flera säsonger i Sveriges högsta division under 1930- och 1940-talen. 
Klubben bedriver numera verksamhet inom friidrott och skidor. Inom friidrott har bland andra höjdhopparen Richard Dahl (europamästare 1958), spjutkastaren Kenth Eldebrink (OS-brons 1984) och löparen Malin Ewerlöf Krepp (JVM-guld terräng 1989), representerat föreningen och största stjärnan idag är spjutkastaren Gabriel Wallin.
Inom orientering vann föreningen Tiomila 1961 och 25-manna 1976. Olle Nilsson vann SM i orientering 1945. Södertälje-Nykvarn Orientering är efterföljaren inom orientering.

## Ishockey
Föreningen tog upp ishockey på programmet 1931 och satte genast ett lag i seriespel med Stockholmslagen i klass IV. Tre år i följd vann man sin serie och nådde 1933 Klass I. Till säsongen 1935/36 gjorde man debut i Svenska serien och totalt blev det 6 säsonger i högsta serien (varav en i Division I) samt 11 säsonger i andradivisionen. Bästa resultatet nådde man de två första säsongerna i Svenska serien när man placerade sig trea. Förutom seriespel deltog man tretton säsonger i Svenska mästerskapen. Bäst resultat nådde man 1937 och 1938 när man tog sig hela vägen till semifinalen. 1951 lade föreningen ner ishockeyverksamheten och en stor del av spelarna gick över till BK Star som just tagit upp ishockey på programmet.
| Säsong    | Division                 | Placering | Playoff/Kval                  |
| --------- | ------------------------ | --------- | ----------------------------- |
| 1930/1931 | Klass IV                 | 1         |                               |
| 1931/1932 | Klass III                | 1         | uppflyttade                   |
| 1932/1933 | Klass II                 | 1         | uppflyttade                   |
| 1933/1934 | Klass I                  | 3         |                               |
| 1934/1935 | Klass I                  | 2         | uppflyttade                   |
| 1935/1936 | Svenska serien           | 3         |                               |
| 1936/1937 | Svenska serien           | 3         |                               |
| 1937/1938 | Svenska serien           | 5         |                               |
| 1938/1939 | Svenska serien           | 5         |                               |
| 1939/1940 | Svenska serien           | 8         | nerflyttade                   |
| 1940/1941 | Klass I                  | 4         |                               |
| 1941/1942 | Division II Södra        | 2         |                               |
| 1942/1943 | Division II Södra        | 2         |                               |
| 1943/1944 | Division II Mälaren      | 4         |                               |
| 1944/1945 | Division II Södermanland | 1         | 1:a i kvalserien, uppflyttade |
| 1945/1946 | Division I Södra         | 6         | nerflyttade                   |
| 1946/1947 | Division II Södermanland | 2         |                               |
| 1947/1948 | Division II Södermanland | 2         |                               |
| 1948/1949 | Division II Södra A      | 2         |                               |
| 1949/1950 | Division II Södra A      | 5         | nerflyttade                   |

| Säsong | Resultat                                         |
| ------ | ------------------------------------------------ |
| 1932   | Utslagna i första omgången av Södertälje SK      |
| 1933   | Utslagna i kvalomgången av Reymersholm           |
| 1934   | Utslagna i första omgången av Karlberg           |
| 1935   | Utslagna i första omgången av Hermes             |
| 1936   | Utslagna i andra omgången av Hermes              |
| 1937   | Utslagna i semifinalen av Hammarby               |
| 1938   | Utslagna i semifinalen av AIK                    |
| 1940   | Utslagna i kvartsfinalen av IK Göta              |
| 1941   | Utslagna i första kvalomgången av Liljanshof     |
| 1942   | -                                                |
| 1943   | -                                                |
| 1944   | Utslagna i kvartsfinalen av Hammarby             |
| 1945   | Utslagna i andra kvalomgången av Matteuspojkarna |
| 1946   | Utslagna i första omgången av Skuru              |
| 1947   | -                                                |
| 1948   | -                                                |
| 1950   | Utslagna i första omgången av Åker               |